# Ghiandola nettarifera

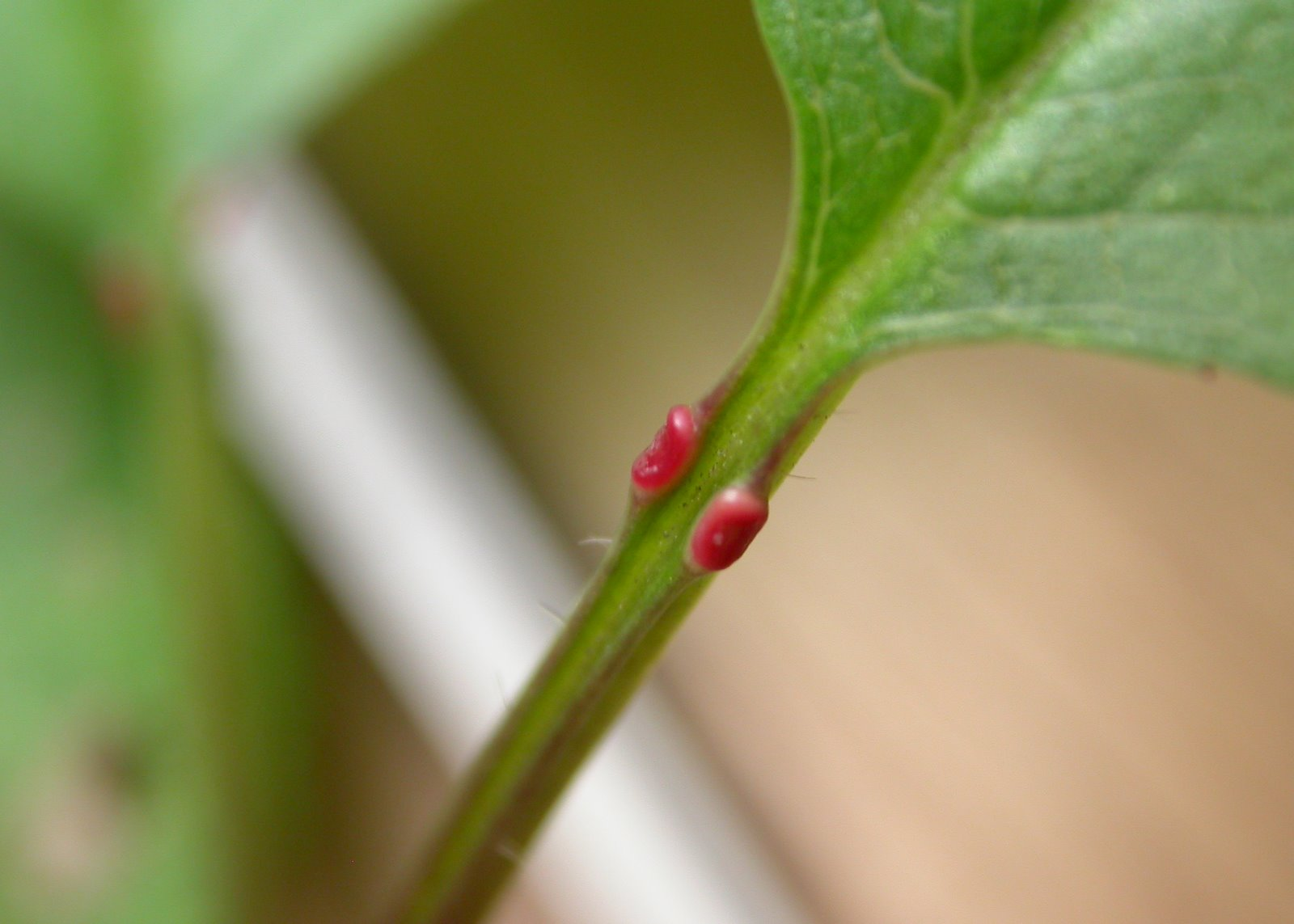
Ghiandola nettarifera su di un ciliegio

Un nettàrio è una ghiandola nettarifera della quale sono provvisti numerosi vegetali.
I nettàri sono generalmente situati alla base delle infiorescenze (petali). Essi possono essere anche extra-floreali, e trovarsi sulle foglie, sui petali o sullo stesso stelo.

## Funzione
I nettàri producono un liquido zuccherato, il nettare, del quale si nutrono gli animali impollinatori: gli insetti come le api, ma anche gli uccelli.
Il nettare prodotto serve ad attirare gli animali che, prelevandolo dalla pianta, fecondano i suoi fiori.

## Biologia
La ghiandola nettarifera è formata da speciali cellule secernenti dette idioblasti. In botanica il termine idioblasto si riferisce ad una cellula o insieme di cellule diverse per struttura e funzioni da quelle del tessuto in cui si trovano.

È dunque un termine generico, senza alcuna connotazione specifica dell'organo o della funzione.
Tuttavia in alcune piante permangono quelli che vengono denominati idioblasti secretori, come veri e propri organi, per cui il termine idioblasto viene spesso collegato a questi.
Possono avere funzioni diverse a seconda di dove e in quale vegetale si trovino:

1) sostegno meccanico: nel parenchima aerifero di Ninfea sono presenti cellule con parete di ossalato di calcio (chiamate astrosclereidi), con funzione di sostegno meccanico della struttura. Queste astrosclereidi sono degli idioblasti.
2) secretoria: i tessuti secretori di molti vegetali contengono organi secretori, come i nettàri (organi di produzione del nettare) che sono degli idioblasti. I nettàri sono collegati ai vasi cribrosi, da cui arrivano le sostanze frutto del metabolismo primario della pianta. Nei tessuti secretori queste sostanze vengono rielaborate: da qui si ha la formazione di metaboliti secondari. Tra questi si ricordano i terpenoidi, flavonoidi e alcaloidi, tutti componenti del nettare.
Altri idioblasti secretori sono ad esempio le ghiandole del sale che secernono il sale in eccesso per piante che vivono in ambiente salino come le mangrovie, e gli idatodi che secernono l'acqua in eccesso per piante che vivono in ambiente umido.
Il Papaver somniferum è una pianta contenente idioblasti secretori interni da cui, per incisioni del frutto immaturo, si ricava l'oppio e derivati, tra cui la morfina che è di estrema importanza per i malati terminali.
Altri idioblasti secretori si possono trovare nel rizoma di Acorus calamus, e contengono olio essenziale.
3) accumulo: la funzione di accumulo di sostanze nelle piante è adibita a idioblasti che prendono il nome specifico di amiloplasti. Questi accumulano la sostanza di riserva primaria degli organismi vegetali, ossia l'amido. L'amiloplasto è un plastidio, della stessa "famiglia" dei cloroplasti e dei cromoplasti.